# Erotettix
Erotettix är ett släkte av insekter som beskrevs av Haupt 1929. Erotettix ingår i familjen dvärgstritar.
Släktet innehåller bara arten Erotettix cyane.